# Havana Rose Liu
Havana Rose Liu (New York, 30 settembre 1997) è un'attrice e modella statunitense.

## Biografia
Nata e cresciuta a Brooklyn, si è laureata presso l'Università di New York nel 2019.
È dichiaratamente pansessuale.

## Carriera
Nel settembre 2020 è apparsa sulla copertina di Vogue Italia. L'anno successivo ha fatto il suo esordio cinematografico in Mayday e il suo debutto televisivo nella miniserie di Netflix La direttrice.
Nel 2022 ha recitato nel film Il cielo è ovunque e ha ottenuto il suo primo ruolo da protagonista, quello di Darby Thorne in No Exit. L'anno successivo ha recitato nel film Bottoms.

## Filmografia

### Cinema
- Mayday, regia di Karen Cinorre (2021)
- Il cielo è ovunque (The Sky Is Everywhere), regia di Josephine Decker (2022)
- No Exit, regia di Damien Power (2022)
- Bottoms, regia di Emma Seligman (2023)
- Lurker, regia di Alex Russell (2025)

### Televisione
- La direttrice (The Chair) – serie TV, 2 episodi (2021)
- American Horror Stories – serie TV, episodio 3x04 (2023)

### Cortometraggi
- Girls Will Be, regia di Eva Evans (2018)
- Wake, regia di Chase Sui Wonders (2022)

## Doppiatrici italiane
Nelle versioni in italiano delle opere in cui ha recitato, Havana Rose Liu è stata doppiata da:
- Sara Labidi in No Exit
- Chiara Leoncini in Bottoms